# Церковь Святого Георгия Победоносца (Одесса)
Храм Святого Великомученика и Победоносца Георгия — храм на территории Мемориала боевой славы Одессы. Церковь находится на месте нахождения 411-й береговой батареи, месте героической обороны Одессы от немецко—фашистских захватчиков. Юрисдикция Одесской и Измаильской епархии Украинская православная церкви.

## История храма

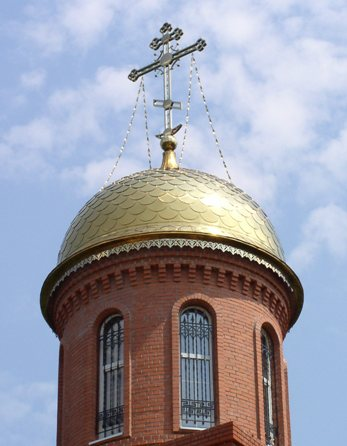
Фрагмент купола храма Святого Великомученика и Победоносца Георгия

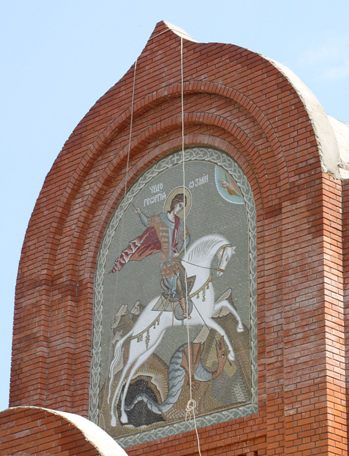
Изображение Святого Великомученика и Победоносца Георгия

Мемориал героической обороны Одессы находится на южной окраине Одессы, где заканчивается Одесский залив и начинается открытое море. 
Храм создавался с целью воздать долг героям Великой Отечественной войны — военнослужащим 411-й береговой батареи. В составе инициативной группы по строительству храма было более двухсот человек: жители поселка Таирова, поселка Дружный, командного состава пограничной части, руководителей предприятий и депутатов города, которые выступили с просьбой перед городскими властями о возведении на территории, прилегающей к Мемориалу боевой славы Одессы, на месте героической обороны города, храма Святого Великомученика и Победоносца Георгия, покровителя славянского воинства. 